# Джої Джордісон
Натан Джонас "Джої" Джордісон (англ. Nathan Jonas "Joey" Jordison; 26 квітня 1975, Де-Мойн, Айова, США  — 26 липня 2021, Де-Мойн, Айова, США), більш відомий як Джої Джордісон (англ. Joey Jordison) — американський ударник, найбільш відомий як учасник та один із засновників ню-метал гурту Slipknot (#1), а також гітарист хоррор-панк гурту Murderdolls.
Джордісон виріс у Де-Мойні, штат Айова, з батьками та двома сестрами, і отримав свою першу барабанну установку у віці 8 років. На початку своєї кар'єри він виступав з багатьма гуртами, а в 1995 році приєднався до гурту під назвою The Pale Ones, який пізніше змінив назву і став Slipknot. Джордісон грав у Slipknot з моменту заснування гурту, допомагаючи формувати його склад аж до свого відходу у грудні 2013 року. З дев'яти учасників Slipknot Джої був третім, хто приєднався до гурту. Він також був барабанщиком і засновником гурту Scar the Martyr, який утворився у 2013 році і розпався у 2016 році.
У складі Slipknot Джордісон взяв участь у записі перших чотирьох студійних альбомів гурту, а також виступив продюсером концертного альбому 2005 року "9.0: Live". Поза своїми основними проектами Джордісон виступав з іншими групами, такими як Rob Zombie, Metallica, KoRn, Ministry, Otep і Satyricon. Джордісон також був відомий своєю сольною діяльністю, яка включала в себе виступи на різних записах для багатьох артистів. Джордісон використовував кілька брендів барабанів, включаючи Pearl та ddrum. На момент смерті Джордісон грав у блек-дез-метал гурті Sinsaenum.

## Ранні роки
Джордісон народився в Де-Мойні, штат Айова, 26 квітня 1975 року в сім'ї Стіва та Джекі Джордісон. У нього було дві молодші сестри. Він виріс у сільській місцевості за межами Вокі, де грав у баскетбол на вулиці перед своїм будинком. Він рано захопився музикою, що пов'язує з впливом батьків: "Вони завжди саджали мене перед радіо, а не перед телевізором". Він грав на гітарі, доки у віці восьми років не отримав у подарунок від батьків свою першу барабанну установку, а свою першу групу створив ще в початковій школі.
Батьки Джордісона розлучилися, коли він був молодим. Діти залишилися з матір'ю. Його мати знову вийшла заміж і відкрила похоронне бюро, де Джордісон час від часу допомагав. Джордісон стверджував, що відчув раптову відповідальність бути чоловіком у домі. У цей час він створив гурт Modifidious, в якому грав на барабанах. Пізніше він описав їх як "тотальний спід-метал-треш". Гурт допоміг Джордісону вийти на новий рівень, граючи наживо на розігріві у місцевих гуртів, включаючи Atomic Opera з Джеймсом Рутом та Heads on the Wall з Шоном Креєном. Він також грав у боулінг-центрі, яким володіла його сім'я, у вечір під назвою "Bowl-O-Rama". Після численних змін у складі, включаючи Крейга Джонса та Джоша Брейнарда, які згодом з'являться у складі Slipknot, гурт випустив два демо-записи у 1993 році: "Visceral" і "Mud Fuchia".
Після закінчення школи Джордісон був прийнятий на роботу в місцевий музичний магазин під назвою Musicland. У березні 1994 року, за рекомендацією свого нового друга, він отримав роботу в гаражі Сінклера в Урбандейлі. Джордісон працював у нічну зміну, якій він віддавав перевагу, оскільки це залишало його вихідні вільними і дозволяло проводити час із друзями і слухати музику під час роботи. На початку 1995 року Modifidious розпався через зміну інтересу до треш-металу в Америці з дез-металу на треш-метал. Після цього Джордісон приєднався до місцевого гурту Rejects як гітарист, з яким відіграв лише кілька концертів. Джордісон також грав у групі з майбутнім колегою по гурту Полом Ґреєм і вокалістом Доном Декером, яка називалася Anal Blast. Ґрей також намагався завербувати його до іншого гурту, Body Pit, але той відхилив пропозицію і залишився в Rejects. Під час формування Slipknot, навесні 1996 року Пол запросив Джої приєднатися до панк-рок-гурту Have Nots. Джої покинув Have Nots у лютому 1997 року, щоб "зосередитися на Slipknot", але замість цього реформував Rejects, які виступали в Де-Мойні до того часу, поки Slipknot не поїхали записувати свій дебютний альбом 1999 року, в якому Пол грав після розпаду Have Nots.

## Кар'єра

### Slipknot
Основна стаття: Slipknot.
28 листопада 1995 року Марк Ентоні Кадавос підійшов до Джордісона під час його роботи, запропонувавши йому місце в новому проекті під назвою "The Pale Ones". Заінтригований і перебуваючи в стані "розгубленості", Джордісон відвідав репетиції в підвалі Андерса Кользефні і відразу ж захотів стати частиною цієї нової групи. Говорячи про цей момент, він сказав: "Я пам'ятаю, як сильно намагався не посміхатися, щоб не виглядати так, ніби я хочу приєднатися, я залишався з покер-фейсом, але я думав, що вони рулять." Багато чого про ранній розвиток Slipknot обговорювалося між учасниками гурту, поки Джордісон працював у нічні зміни в гаражі Сінклера. З дев'яти учасників, Джої був третім, хто приєднався до гурту. Slipknot стали піонерами нової хвилі американського хеві-металу. Джордісона супроводжували два перкусіоністи, виготовлені на замовлення, що надавало їхній музиці відчуття, яке Rolling Stone назвав "задушливим".
Кожному учаснику Slipknot присвоєно номер; Джої був присвоєний "#1". Джої спродюсував один альбом зі Slipknot: концертний альбом 2005 року "9.0: Live". У серпні 2008 року Джордісон зламав щиколотку, і Slipknot довелося скасувати деякі дати англійського туру. 22 серпня 2009 року Джордісон був доставлений у відділення невідкладної допомоги через розрив апендикса, менш ніж за годину до того, як він повинен був вийти на сцену на концерті KISW Pain in the Grass в Оберні, штат Вашингтон. В результаті Slipknot скасували наступні концерти в серпні і вересні, щоб дати Джордісону час на відновлення.
12 грудня 2013 року Slipknot оголосили на своєму офіційному сайті, що Джордісон покинув гурт, посилаючись на особисті причини свого відходу. У відповідь Джордісон випустив заяву, в якій наполягав на тому, що його насправді звільнили з гурту, і заявив, що Slipknot "був моїм життям протягом останніх 18 років, і я б ніколи не покинув його або моїх фанатів".
Після багатьох років мовчання і ухилянь обох сторін щодо причин його відходу з гурту, у червні 2016 року Джордісон повідомив, що страждає від поперечного мієліту, неврологічного захворювання, яке коштувало йому можливості грати на барабанах під кінець його перебування у Slipknot.

### Murderdolls
Основна стаття: Murderdolls.
Під час туру Ozzfest у 2001 році на підтримку студійного альбому Slipknot Iowa Джордісон познайомився з Тріппом Айзеном, який тоді грав у Static-X; вони обговорили можливість створення сайд-проекту. 2002 року Джордісон відродив свій гурт The Rejects, перейменувавши його на Murderdolls. Джордісон став гітаристом Murderdolls, а на бас-гітару запросив Wednesday 13 з Frankenstein Drag Queens from Planet 13. Згодом Wednesday став вокалістом, а барабанщик Бен Грейвс і басист Ерік Гріффін доповнили склад гурту. Murderdolls підписали контракт з Roadrunner Records і випустили міні-альбом під назвою "Right to Remain Violent" у 2002 році. Гурт повернувся у серпні 2002 року з дебютним альбомом "Beyond the Valley of the Murderdolls". Гурт використовує фільми жахів, зокрема "П'ятниця 13-те" та "Ніч живих мерців", як джерело натхнення для своїх текстів. 30 жовтня 2002 року Murderdolls з'явилися в епізоді серіалу "Затока Доусуна" під назвою "Living Dead Girl". Гурт возз'єднався у 2010 році, з початкового складу залишилися тільки Джордісон і Wednesday 13. 31 серпня 2010 року гурт випустив свій другий студійний альбом "Women & Children Last". Гурт вирушив у велике світове турне Women & Children Last World Tour, виступаючи разом з багатьма відомими виконавцями, такими як Guns N' Roses, і концертуючи по всьому світу. Тур супроводжувався багатьма проблемами, включаючи скасування багатьох концертів. Тур завершився 24 квітня 2011 року. Вважається, що тоді був останній виступ, оскільки Wednesday 13 в інтерв'ю у березні 2013 року підтвердив розпад гурту.

### Scar the Martyr
У квітні 2013 року з'явилися подробиці про новий гурт, до складу якого увійшли Джордісон, Джед Саймон і Кріс Норріс. Більше нічого не було повідомлено, окрім того, що Джордісон грав на більшості інструментів у цьому проекті, а Кріс Вренна і невідомий вокаліст повинні були виконати клавішні та вокальні партії, відповідно. 21 червня гурт отримав назву Scar the Martyr, а вокаліст - Генрі Дерек. 5 травня 2016 року Джордісон оголосив про розпуск проекту.

### Vimic
5 травня 2016 року Джордісон оголосив в інтерв'ю на Sirius XM, що створив новий гурт під назвою Vimic. В інтерв'ю Wall of Sound у 2018 році Джордісон пояснив, що Vimic "все ще на 100% активний".

### Sinsaenum
20 травня 2016 року Джордісон оголосив про створення нового екстрим-метал гурту Sinsaenum, у складі якого вокаліст Аттіла Чіхар (з Mayhem і Sunn O)))) і клавішник Шон Зітарскі (з Chimaira і Dååth). До складу гурту також увійшли Джордісон на ударних, басист DragonForce Фредерік Леклерк на гітарі, Стефан Бур'є з Loudblast на гітарі та Хеймот з гурту Seth на бас-гітарі. Вони оголосили про запуск свого дебютного альбому "Echoes of the Tortured" 29 липня і випустили свій перший сингл "Army Of Chaos" на YouTube-каналі earMUSIC. Другий альбом під назвою "Repulsion for Humanity" вийшов 10 серпня 2018 року.

### Інші проєкти

#### Ремікси та виступи
У 2001 році Джордісон працював над реміксом на пісню Мерліна Менсона "The Fight Song". Джордісон також з'явився у кліпі на кавер Менсона на пісню "Tainted Love". Пізніше того ж року Менсон розповів, що Джордісон працював з ним над його альбомом "The Golden Age of Grotesque". Джордісон дійсно працював над гітарою, але трек не з'явився в альбомі. 2004 року Джордісон з'явився в альбомі OTEP "House of Secrets", граючи на барабанах у шести треках альбому. 2008 року Джордісон з'явився в альбомі Puscifer ""V" is for Viagra. The Remixes", з реміксом треку "Drunk With Power". У 2010 році Джордісон записав чотири додаткові пісні з Робом Зомбі для перевидання його останнього альбому "Hellbilly Deluxe 2".

#### В турне
Джордісон виступав з іншими гуртами, виключно як учасник гастролей. Під час підготовки до фестивалю "Download" у 2004 році барабанщик Metallica Ларс Ульріх був госпіталізований з невідомою хворобою. Вокаліст Metallica Джеймс Гетфілд шукав серед інших гуртів, які виступали на фестивалі, заміну Ульріху; Джордісон, Флеммінг Ларсен (барабанщик Ульріха) і Дейв Ломбардо з Slayer зголосилися допомогти. Джордісон зіграв 8 з 13 пісень, що увійшли до сету, і був названий "героєм дня" гурту. Наприкінці 2004 року Джордісон виступав разом із Satyricon у турі по США, коли барабанщику Фросту було відмовлено у в'їзді в країну. Тур був перерваний після того, як гітаристам Стейнару Гундерсену і Арту Гронбеку, які також були лише учасниками туру, було пред'явлено звинувачення у сексуальному насильстві над прихильницею гурту в Торонто. У 2006 році Джордісон приєднався до гурту Ministry для участі у "MasterBaTour 2006", який складався з шістдесяти концертів у Сполучених Штатах і Канаді. Він також знявся у кліпі на сингл "Lies Lies Lies". Korn взяли Джордісона у 2007 році для участі у турі, коли барабанщик Девід Сільверія пішов з гурту. Він також знявся у кліпі на сингл "Evolution". Під час гастролей з Korn Джордісон став першим музикантом, який п'ять разів виступив на фестивалі Download в Англії. Джордісон також почав гастролювати з Робом Зомбі після того, як Томмі Клуфетос пішов з гурту. Хоча спочатку ця посада була розрахована лише на пару місяців, Джордісон залишився з гуртом майже на рік, аж до кульмінації австралійського туру Зомбі, коли він оголосив, що йде, щоб зосередити свій час на Murderdolls і Slipknot.

#### Продюсування
У серпні 2004 року Джордісон взяв участь у Roadrunner United, святкуванні 25-річчя Roadrunner Records. Як один з чотирьох "капітанів команди", які писали і продюсували матеріал для альбому, Джордісон сказав про цей досвід: "Я думав, що це чудова ідея і був дуже схвильований, тому що це був шанс попрацювати з багатьма артистами, яких я дійсно поважав, коли ріс". У 2007 році 3 Inches of Blood найняли Джордісона для продюсування їхнього альбому "Fire Up the Blades". Джордісон був фанатом гурту, і коли він почув, що Roadrunner хочуть спродюсувати кілька демо-записів, він сказав: "Я був першим, хто вхопився за цю ідею, я такий: "Я хочу цей довбаний гурт". На основі цих демо-записів лейбл замовив запис альбому. Вокаліст Джеймі Хоппер сказав про Джордісона: "Він чудовий продюсер".

## Вплив на творчість
Джордісон назвав Кіта Муна (колишнього учасника гурту The Who), Джона Бонема (колишнього учасника Led Zeppelin), Джина Крупу та Бадді Річа своїми головними кумирами. Він сказав: "Я виріс, слухаючи Too Fast for Love і Shout at the Devil гурту Mötley Crüe". Він описував Ларса Ульріха (Metallica), Чарлі Бенанте (Anthrax) і Дейва Ломбардо (колишній учасник Slayer) як таких, що мали значний вплив на його гру на барабанах. Джордісон також високо цінував Дейла Кровера з Melvins.

## Обладнання
Джордісон використовував барабани Pearl, апаратуру, стійку, педалі та перкусію, тарілки Paiste, барабанна головка Remo, барабанні палички Promark, тригери для барабанів та електроніку Roland.
(Джордісон використовував Orange County Drum and Percussion у 1998-2002 роках, Sabian Cymbals у 1999-2001 роках, Avedis Zildjian Company у 1999 році)

## Хвороба і смерть
В інтерв'ю Metal Hammer 2017 року Джордісон розповів про те, що страждає від гострого поперечного мієліту. Симптоми захворювання з'явилися у 2010 році під час туру з Murderdolls, але діагноз був поставлений задовго до цього. Вона прогресувала до втрати здатності користуватися лівою ногою. Неврологічне захворювання коштувало йому використання ніг і призвело до того, що він не міг грати на барабанах до реабілітації. Він відновився за допомогою медичної допомоги та фізичної терапії разом зі своїм тренером Калебом.
Джої помер уві сні 26 липня 2021 року у віці 46 років, як повідомила його родина наступного дня.

## Досягнення та визнання
У серпні 2010 року читачі журналу Rhythm визнали Джордісона найкращим барабанщиком за останні 25 років, випередивши таких барабанщиків, як Майк Портной, Ніл Пірт і Філ Коллінз. Коли його попросили прокоментувати, він сказав: "У мене немає слів. Це просто неймовірно. Щось подібне нагадує мені кожен день, чому я продовжую це робити".
За результатами голосування 6 500 барабанщиків з усього світу, Джордісон отримав нагороду Drummies Award як найкращий барабанщик металу у 2010 році.
У вересні 2013 року читачі Loudwire назвали Джордісона найкращим метал-барабанщиком світу.
У 2016 році Джордісон був удостоєний нагороди "Золотий бог" на церемонії Metal Hammer Golden Gods Awards.
Після смерті Джордісона у 2021 році з'явилися численні триб'юти від таких музикантів, як Майк Портной, Алекс Скольник з Testament, Фред Дерст з Limp Bizkit, Дейв Ломбардо, Ларс Ульріх, Бен Тетчер з Royal Blood та багато інших.
У 2022 році Slipknot присвятили свій сьомий студійний альбом "The End, So Far" пам'яті Джордісона.
Джої Джордісон займає 13 місце серед барабанщиків світу, також саме він придумав логотип SlipKnoT дивлячись на логотип KoЯn.
Занесений до Книги Рекордів Гіннесса як найшвидший і найуспішніший барабанщик всіх часів. Він здійснив на ударній установці 3822 ударів за 2 хвилини (попередній рекорд - 2766 ударів).

## Цікаві факти
- На його думку найкращий метал гурт — Black Sabbath.
- Його зріст 160 см. 5 см Джої додавав сам.
- Джої обожнював Дез-метал і «Kiss».
- Перша пластинка Джої — альбом Kiss «Alive!».
- Улюблений фільм жахів: «Фантазм».
- Колись Джої грав у гурті «Avanga». Це була для нього, в деякому розумінні, спроба грати музику.
- Джої єдиний в Slipknot у кого тату зроблені невидимими чорнилами, які проявляються при ультрафіолетовому світлі.
- Він спокійна і ввічлива людина.
- 13 грудня 2013 року ЗМІ повідомили, що Джої вийшов зі складу групи Slipknot, проте невдовзі він це заперечив.